# معکوس دوم
معکوس دوم (انگلیسی: Second inversion)، یک آکورد سه‌صدایی، آکورد هفت یا آکورد نهم است که در آن پنجم آکورد در بخش باس قرار گرفته و پایه آکورد به فاصلهٔ چهارم درست در بالای آن قرار دارد. در این معکوس به‌طور سنتی قرار گرفتن فاصلهٔ چهارم در باس، نامطبوع شناخته می‌شود و باید تهیه و حل شود.
مثال: به ترتیب آکورد دو ماژور به حالت پایگی، معکوس اول (نت پایه به یک اکتاو بالاتر منتقل شده‌است) و معکوس دوم (پنجم آکورد در بخش باس قرار گرفته‌است و فواصل چهارم و ششم در بالای آن قرار دارد).
آکورد هفت نمایان روی نت سل که معکوس دوم (نت ر) در بخش باس قرار دارد.